# Konkola Blades
Konkola Blades Football Club w skrócie Konkola Blades FC – zambijski klub piłkarski grający w pierwszej lidze zambijskiej, mający siedzibę w mieście Chililabombwe.

## Sukcesy
- II liga[1]:
  - mistrzostwo (2): 2005, 2021.

- Puchar Zambii[2]:
  - zwycięstwo (2): 1983, 1998.
  - finał (1): 1982.

## Stadion
Domowe mecze klub rozgrywa na stadionie o nazwie Konkola Stadium w Chililabombwe, który może pomieścić 15 000 widzów.